# Política da Croácia

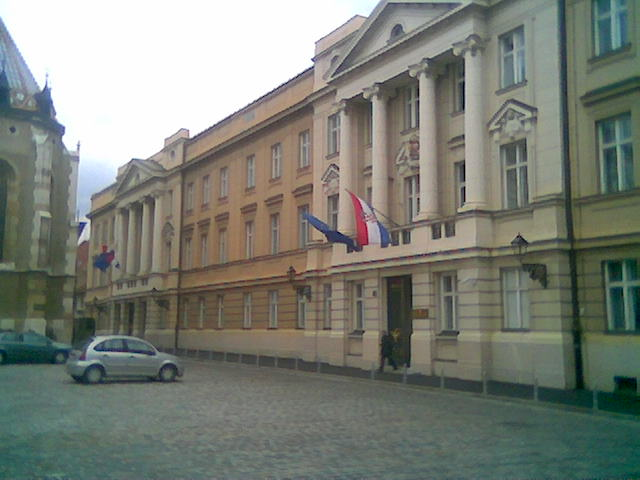
Parlamento da Croácia.

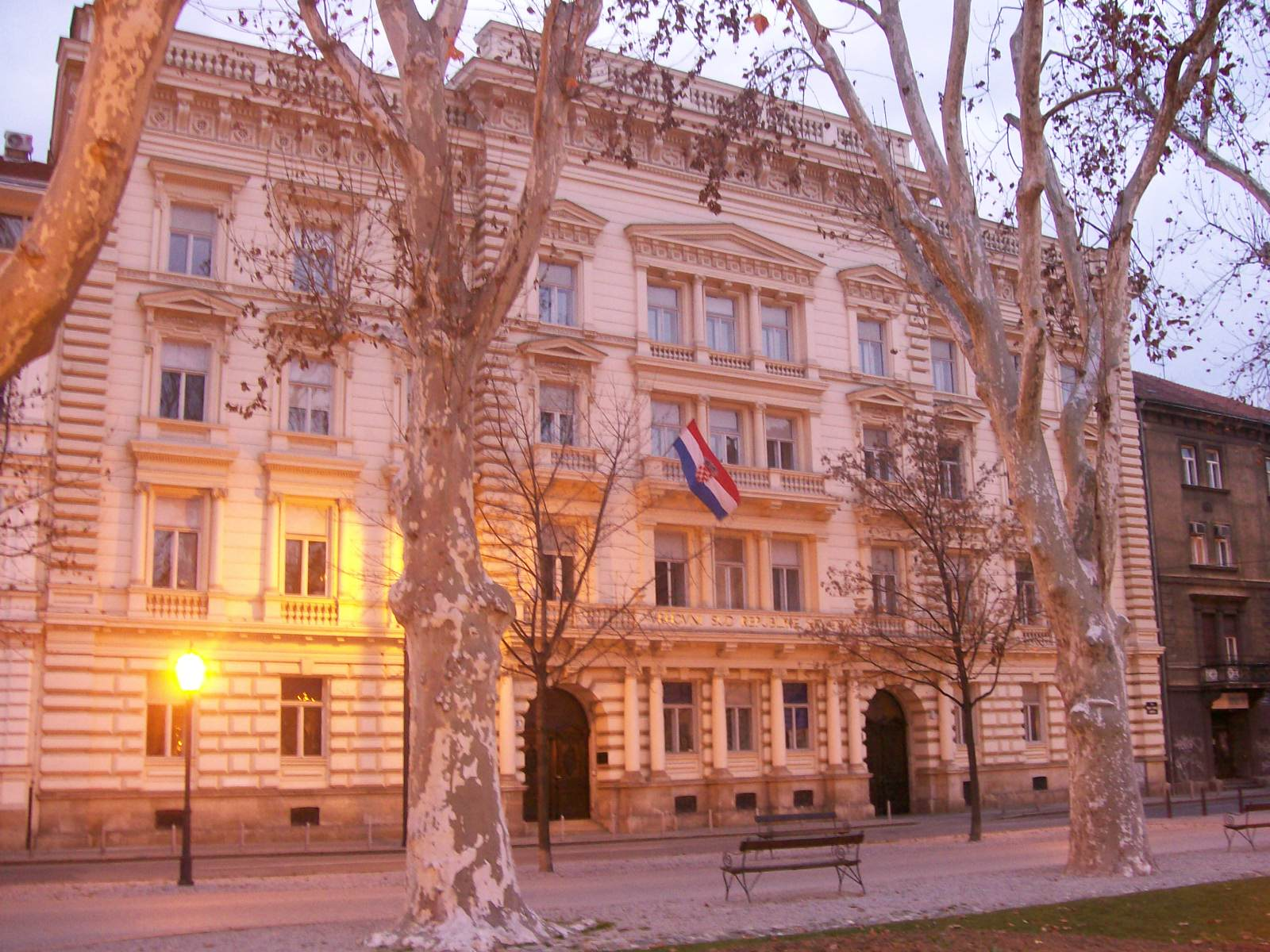
Suprema Corte da Croácia.

A política da Croácia é definida por um quadro parlamentar, representativo democrático republicano, onde o primeiro-ministro da Croácia é o chefe de governo em um sistema multi-partidário.
O poder executivo é exercido pelo governo e o Presidente da Croácia. O poder legislativo é exercido pelo Parlamento croata (em croata:  Sabor). O poder judiciário é independente do executivo e o legislativo. O Parlamento aprovou a atual Constituição da Croácia em 22 de dezembro de 1990 e decidiu declarar independência da Iugoslávia. A declaração de independência entrou em vigor em 8 de outubro de 1991. A Constituição já foi alterada várias vezes. Os primeiros partidos modernos do país foram desenvolvidos em meados do século XIX, e sua agenda e apelo mudaram, refletindo grandes mudanças sociais, tais como a dissolução da Áustria-Hungria, o Reino dos Sérvios, Croatas e Eslovenos, ditadura e convulsões sociais no reino, a Segunda Guerra Mundial, o estabelecimento do regime comunista e a dissolução da SFR Iugoslava.
O Presidente da República (Predsjednik) é o chefe de estado e é eleito para mandatos de cinco anos. Além de ser o comandante-em-chefe das forças armadas, o presidente tem o dever de nomear o primeiro-ministro com consentimento do parlamento, e alguma influência na política externa.

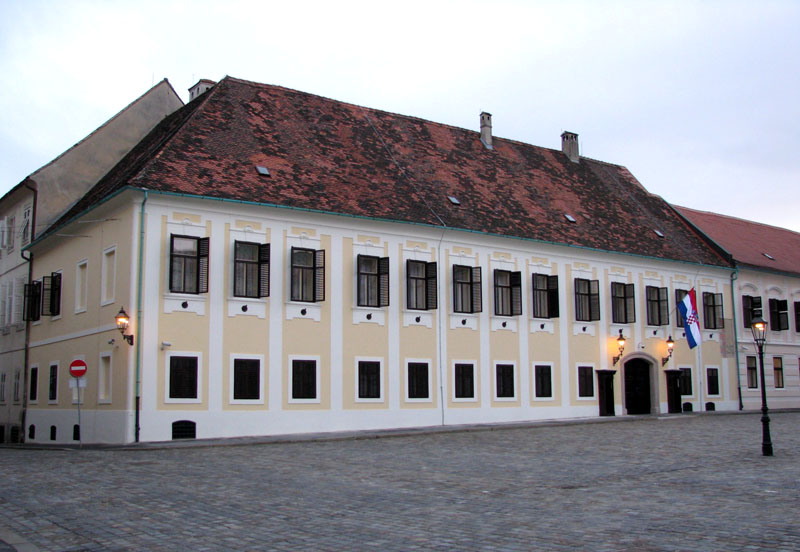
Banski dvori, sede do poder executivo.

O parlamento da Croácia (Sabor) é um corpo legislativo unicameral com até 160 deputados, todos eleitos por voto popular para mandatos de quatro anos. As sessões plenárias do sabor têm lugar de 15 de Janeiro a 15 de Julho e de 15 de Setembro a 15 de Dezembro.
O governo da Croácia (Vlada) é chefiado pelo primeiro-ministro, e tem 2 vice-primeiros-ministros e 14 ministros encarregues de setores particulares de atividade. O ramo executivo é responsável por propor legislação e um orçamento, por executar as leis, e por determinar as políticas externa e interna da república.
A Croácia tem um sistema judicial de três níveis, que consiste de um Supremo Tribunal, de tribunais de condado e de tribunais municipais. O Tribunal Constitucional decide sobre matérias relacionadas com a constituição.